# Onesnaženje Tržaškega zaliva

## Onesnaževanje zaliva
Onesnaženje z živim srebrom je pereč problem po vsem svetu.Zato je spremljanje količin živega srebra v našem okolju nujna.Porečje Soče in Idrijce ter Tržaški zaliv so med najbolj kontaminiranimi področji v Evropi.Ker je v Tržaškem zalivu razmeroma malo vode,manj kot v kakšnem velikem jezeru je izjemno občutljiv na ekološke spremembe.Zaradi izpiranja rudniških odpadkov iz zaprtega rudnika v Idriji, se preko Idrijce in Soče vsako leto v njega nateče okrog tono in pol živega srebra.Po nekaterih ocenah je v zalivu že okrog 35 do 40 tisoč ton živega srebra.

## Izvor onesnaženosti
Živo srebro je v Tržaški zaliv prišlo iz Idrije.Idrija se nahaja v dolini reke Idrijce in je obdana s hribi. Pod mestom pa se nahaja rudnik.Živo srebro so slučajno odkrili leta 1490.
V vseh 500 letih so v Idriji pridelali okoli 107 000 ton živega srebra.Pojavljali sta se dve obliki živosrebrne rude in sicer:cinabaritna ruda in samorodno elementarno živo srebro.Med obdelavo rude je nastalo nad 12 milijonov ton žgalniških odpadkov,ki so jih odlagali v reko Idrijco ter na območje same Idrije.Ti odpadki so še danes izpostavljeni izpiranju.Med samo obdelavo je prihajalo tudi do izpustov hlapov živega srebra v zrak,ti hlapi so se s pomočjo sončne svetlobe in ozona spremenili v topno obliko Hg++  in ta se je naložila v tla in vodo,kjer je bila pripravljena za nove pretvorbe.Najbolj nevarna oblika se je ustvarila s pomočjo mikro organizmov na dnu morja ,to je metil živo srebro.

## Merjenje onesnaženosti
Merjenje vsebnosti živega srebra v vodi poteka na več načinov.Leta 1998 so izvedli meritve z odvzemom vzorcev v različnih plasteh morja ter v sedimentu.Ugotavljali so skupno količino živega srebra in skupno količino metil živega srebra.Skupno količino živega srebra so določali s pomočjo bromovega in kositrovega klorida.Metil živo srebro so pa ugotavljali s pomočjo destilacije-etilacije v vodni fazi.Živo srebro v sedimentih so določili z metodo (cold vapor atomic absorption).Metil živo srebro pa z ekstrakcijo-etilizacijo v vodni fazi.Raziskovalci iz Univerze v Ljubljani pa skupaj z japonskimi znanstveniki preučujejo količine živega srebra v Tržaškem zalivu.Slovenci so razvili tridimenzionalni matematični model,s katerim je mogoče upoštevati gibanje vode zaradi vetra,gibalne količine rek in plimovanja.Japonci izvajajo meritve gibanja vode z dragimi instrumenti.Tokove merijo z akustičnim dopplerjevim mericem (acoustic doppler current profiler ali skrajšano ADCP).ADCP pa je sestavljen tako,da ima na ovalnem valju postavljene štiri sonde ,ki oddajajo frekvenco 1200 kHz.Odboj oddanega impulza se zaradi dopplerjevega efekta vrača s spremenjeno frekvenco.Po teoriji dopplerjevega efekta se frekvenca,ki se odbija od delcev,ki se oddaljujejo nekoliko zmanjša.Frekvenca ,ki se odbija od delcev,ki se približujejo pa se veča.S pomočjo spremenjenega sprejemanja zaporedja oddanih impulzov lahko spremljamo gibanje delcev v vodi in s tem posledično gibanje tokov.Globino ,kjer se delci nahajajo pa dobimo iz razlike med oddanim in sprejetim signalom.S to frekvenco so izmerili gibanje tokov do 18m ,za večje globine pa frekvenco spremenijo.Ko ta sistem merjenja povežemo še z GPS napravo lahko gibanje tokov merimo tudi med plovbo in tako izmerimo veliko področje v relativno kratkem času.

## Povzetek
Onesnaženje z živim srebrom je velik problem.Na dnu Tržaškega zaliva ga je okoli 35 do 40 tisoč ton.Živo srebro pa v morje iz Idrije še kar naprej prinašata Idrijca in Soča.Slovenski in japonski znanstveniki redno nadzorujejo kontaminiranost.Za živa bitja je še posebej strupena spojina metil živo srebro,ki se iz elementarnega živega srebra spremeni s pomočjo mikro organizmov.Določene so mejne vrednosti izpostavljenosti metil živemu srebru.Znano je tudi delovanje te spojine na človeka.